# Año hidrológico
El año hidrológico, en hidrología, es un periodo de 12 meses a lo largo del cual se miden las precipitaciones sobre una determinada cuenca hidrográfica. El año hidrológico no coincide necesariamente con el año natural, es decir, el período que convencionalmente transcurre entre el 1 de enero y el 31 de diciembre de un mismo año. Esto es así para tener en cuenta que parte de la precipitación de otoño e invierno puede acumularse en forma de nieve y no fundirse hasta la siguiente primavera, que, en el hemisferio norte, correspondería al año siguiente.
El comienzo del año hidrológico puede variar entre una región y otra, incluso dentro de un mismo país. Por ejemplo, en países del hemisferio norte con clima continental extremo, con veranos muy secos e inviernos lluviosos, el comienzo del año hidrológico suele darse en septiembre u octubre. En el hemisferio sur, al contrario, puede considerarse marzo o abril.
En España se considera que el año hidrológico comienza el 1 de octubre y termina el 30 de septiembre, aunque también se suele considerar el año agrícola o hidrometeorológico que comienza el 1 de septiembre y termina el 31 de agosto. En Chile se considera que el año hidrológico comienza el 1 de abril y termina el 31 de marzo. 